# Боливаризам
Боливаризам (шп. Bolivarianismo) је комбинација панхиспанских, социјалистичких и национал-патриотских идеала усмерених против неправди империјализма, неједнакости и корупције названих по Симону Боливару, венецуеланском генералу и борцу за независност већег дела Јужне Америке од Шпанске империје.